# جينا بوش (صحفية)
جينا بوش (بالإنجليزية: Jenna Busch)‏ هي صحفية أمريكية، ولدت في 30 مايو 1973 في مينيولا في الولايات المتحدة.

## وصلات خارجية
- الموقع الرسمي
- جينا بوش على موقع IMDb (الإنجليزية)
- جينا بوش على موقع قاعدة بيانات الفيلم (الإنجليزية)